# Teodor Zaczyk
Teodor Zaczyk (ur. 20 kwietnia 1900 w Kobyli, zm. 23 kwietnia 1990 w Sosnowcu) – starszy przodownik Policji Województwa Śląskiego, szermierz, olimpijczyk z Berlina 1936 i Londynu 1948.

## Życiorys
Członek POW Górnego Śląska w latach 1919–1921. Uczestnik akcji plebiscytowej (1920) i III powstania śląskiego. Był dowódcą plutonu w 5 kompanii 4 Raciborskiego Pułku Piechoty. Od 1924 do wybuchu II wojny światowej funkcjonariusz Policji Województwa Śląskiego. Służył w Komendzie Miejskiej w Królewskiej Hucie, a następnie w Komendzie Rezerwy Policji Województwa Śląskiego w Katowicach. Uczestniczył w zajmowaniu Zaolzia. Pluton pod jego dowództwem wszedł do Cieszyna Zachodniego dzień przed zajęciem go przed wojsko. Uczestniczył w kampanii wrześniowej w składzie żandarmerii polowej. Internowany na Węgrzech, wrócił do Polski (1940) i został żołnierzem Armii Krajowej. W 1943 został wywieziony na roboty przymusowe do Niemiec. Po zakończeniu II wojny światowej powrócił na Górny Śląsk.
Reprezentował Pogoń, Policyjny Klub Sportowy Katowice. Sukcesy odnosił zarówno w szpadzie, jak i szabli. Pierwsze treningi rozpoczął w wieku ponad 30 lat, ale okazał się uczniem pojętnym, ambitnym i pracowitym.
Był indywidualnym mistrzem Polski w szpadzie (1936) i szabli (1946) oraz drużynowym w szabli (1948-1950). Był wicemistrzem Polski w szpadzie (1934, 1946) oraz w szabli (1937). Zdobył również dwa brązowe medale w 1937 roku w szpadzie, a w 1938 roku w szabli. Uczestniczył w szermierczych mistrzostwach Europy roku 1934, które odbywały się w Warszawie.
Na igrzyskach olimpijskich w 1936 roku startował w turnieju drużynowym szpadzistów zajmując miejsca 5-8 oraz w turnieju drużynowym szablistów zajmując 4. miejsce.
Na igrzyskach w Londynie w 1948 r. wystartował w indywidualnym turnieju szablowym odpadając z niego w eliminacjach, a w turnieju drużynowym zajął miejsca 5-8. Wystartował również w turnieju drużynowym szpadzistów w którym Polska drużyna odpadła w eliminacjach.
Po zakończeniu kariery zawodniczej (1952) poświęcił się pracy szkoleniowej w śląskich klubach. Był działaczem Polskiego Związku Szermierki oraz Związku Weteranów Powstań Śląskich.
Odznaczony Krzyżem Kawalerskim Orderu Odrodzenia Polski.
Został pochowany na cmentarzu przy ul. Sienkiewicza w Katowicach.

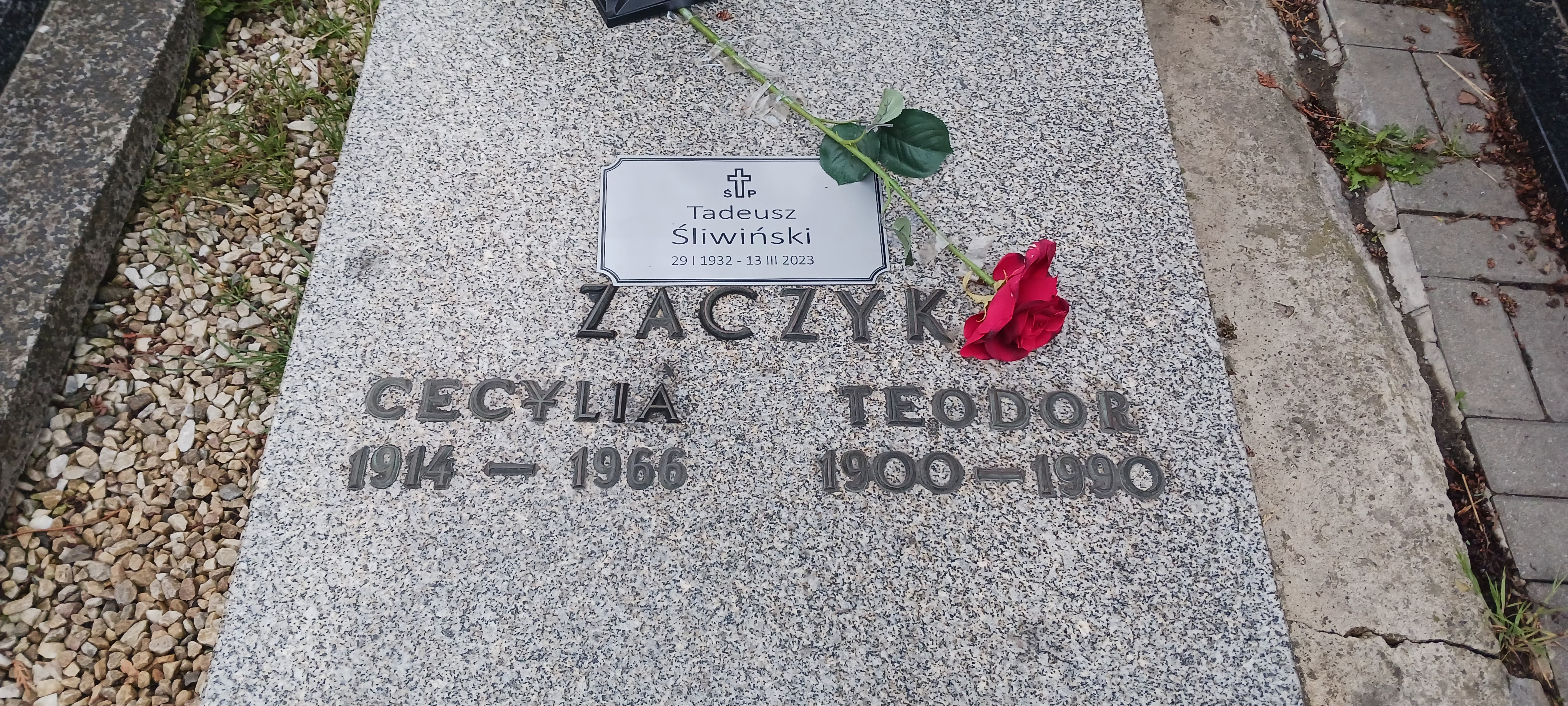
Grób Teodora Zaczyka na cm. Apostołów Piotra i Pawła przy ul. Sienkiewicza w Katowicach.